# Deniz Mujić
Deniz Mujić (* 7. August 1990 in Dornbirn) ist ein österreichischer Fußballspieler.

## Karriere

### Verein

#### FC Dornbirn
Mujić begann seine Karriere im Alter von sechs Jahren in der Jugend des FC Dornbirn. Dort entwickelte er sich über die Jahre zu einem vielversprechenden Talent und debütierte 2007 für die Kampfmannschaft in der drittklassigen Regionalliga West.
Trotz seines jungen Alters konnte er sich auf Anhieb einen Stammplatz erkämpfen und avancierte mit vier Saisontoren zum drittbesten Torschützen seines Vereins. Durch seine starken Leistungen, vor allem zu Beginn der Saison, bemühte sich der österreichische Rekordmeister Rapid Wien in der Winterpause um eine Verpflichtung des Spielers, die jedoch mit dem Veto von Mujić selbst scheiterte. Die Spielzeit 2007/08 schloss der ambitionierte Mujić mit der Mannschaft mit einem für ihn enttäuschenden zehnten Tabellenrang ab.
Mit der Verpflichtung von Armand Benneker als Trainer zur Spielzeit 2008/09 präsentierte sich die Mannschaft von Grund auf verändert mit einem neuen System und belegte ab Beginn der Saison einen Platz im oberen Tabellendrittel. Mujić avancierte als hängende Spitze zu einem der Leistungsträger der Mannschaft und glänzte neben seinen Torvorlagen mit acht Treffern auch im Abschluss. Am Saisonende kehrte er mit dem Verein als Meister der Regionalliga West nach 20 Jahren in den österreichischen Profifußball zurück.
In der zweiten Spielklasse verzeichnete der Verein einen kapitalen Fehlstart und schlitterte gleich zu Beginn der Spielzeit an das Tabellenende. Bis zur Winterpause gelangen lediglich zwei Siege und war abgeschlagener Letzter. Als Konsequenz holte man für die Frühjahrssaison insgesamt fünf Neuzugänge, darunter drei Offensivkräfte. Mujić, der in der gesamten Hinrunde kein einziges Tor erzielen konnte, stagnierte in seiner Entwicklung und lief Gefahr seinen gesicherten Stammplatz an Neuzugang Wilfried Domoraud zu verlieren. Infolgedessen absolvierte Mujić ein Probetraining beim deutschen Zweitligisten Karlsruher SC, bekam jedoch kein Vertragsangebot und verblieb auch zur Rückrunde bei seiner bisherigen Mannschaft. Zur Rückrunde der Spielzeit 2009/10 ließ die Mannschaft einen leichten Aufwärtstrend erkennen, der jedoch durch die Lizenzverweigerung in erster Instanz durch die Bundesliga schnell wieder abklang. Bereits vor dem Saisonende gab die Vereinsführung daraufhin bekannt, keine Berufung einzulegen und den Zwangsabstieg zu akzeptieren. In der Folge wurde Mujić mit dem Verein auch auf sportlicher Ebene Letzter und stieg wieder in die Drittklassigkeit ab. Persönlich konnte er seine Leistungen zur Rückrunde erheblich steigern und erzielte insgesamt drei Tore.

#### FC Bayern München II und FC Pasching
Im Juli 2010 verließ er daraufhin nach 13 Jahren als Spieler des FC Dornbirn den Verein und unterschrieb beim FC Bayern München, für deren zweite Mannschaft er in der 3. Liga zum Einsatz kam, einen bis zum 30. Juni 2012 gültigen Vertrag. Am 3. August 2010 (3. Spieltag) debütierte er bei der 1:4-Niederlage im Auswärtsspiel gegen Kickers Offenbach im deutschen Profifußball, kam dort zu 23 Ligaeinsätzen und stieg am Saisonende mit der Mannschaft in die viertklassige Regionalliga Süd ab. Zum Ende des Jahres 2011 wurde sein Vertrag aufgelöst; Mujić wechselte zum österreichischen Regionalligisten FC Pasching, bei dem der einen bis Juni 2016 befristeten Vertrag erhielt.

#### FC Dornbirn und Schwarz-Weiß Bregenz
Nach 14 Ligaspielen und drei Toren (alle an den letzten drei Spieltagen erzielt) kehrte er zum FC Dornbirn zurück. Dort bestritt er vom 23. März 2013 (18. Spieltag) bis zum 29. Mai 2013 (nachgeholter 28. Spieltag) 13 Ligaspiele in der drittklassigen Regionalliga West und erzielte zehn Tore; darunter der Dreifachtorerfolg am letzten Spieltag, beim 5:1-Sieg im Heimspiel gegen den FC Pinzgau Saalfelden am 9. Mai 2013 (30. Spieltag). Danach wechselte er zum Ligakonkurrenten Schwarz-Weiß Bregenz und kam in der Hinrunde 13 Mal zum Einsatz und erzielte neun Tore.

#### FC St. Gallen II und FC Balzers
Vom 1. Jänner 2014 bis 7. September 2017 stand Mujić beim FC St. Gallen II in der drittklassigen Promotion League unter Vertrag. Auf Leihbasis spielte er für den FC Schaffhausen und für den FC Chiasso. Ab dem 20. September 2017 (7. Spieltag) war er für den viertklassigen Liechtensteiner Verein FC Balzers aktiv. Seine ersten beiden Tore erzielte er am 14. Oktober 2017 (10. Spieltag) beim 3:1-Sieg im Heimspiel gegen den FC Red Star Zürich mit den Treffern zum 2:1 und 3.1 in der 71. und 79. Minute.

#### Über Gossau zurück nach Dornbirn
Nach einem Jahr in Liechtenstein wechselte er nach dem Abstieg von Balzers aus der 1. Liga zur Saison 2018/19 zum Schweizer Viertligisten FC Gossau. Nach einem halben Jahr bei Gossau wechselte er im Jänner 2019 ein drittes Mal zum FC Dornbirn. Mit Dornbirn stieg er zu Saisonende wieder in die 2. Liga auf. In zwei Zweitligasaisonen in Dornbirn kam er zu 46 Einsätzen, in denen er neun Tore machte. Nach der Saison 2020/21 verließ er den Verein wieder.

#### Erneuter Wechsel in die Schweiz
Nach seinem Abgang aus Dornbirn wechselte Mujić zur Saison 2021/22 wieder in die Schweiz, diesmal zum Drittligisten SC Brühl St. Gallen. Für Brühl kam er zu 13 Einsätzen, in denen er ein Tor machte. Zur Saison 2022/23 wechselt er ein zweites Mal nach Liechtenstein, diesmal zum viertklassigen USV Eschen-Mauren. Nach 14 Einsätzen, in denen er sechsmal traf, verließ er den Klub im Jänner 2023 wieder. Anschließend schloss er sich im Februar 2023 dem unterklassigen FC Altstätten an. Zur Saison 2023/24 zog er zum Viertligisten FC Linth 04 weiter.

#### Rückkehr nach Österreich
Zur Saison 2024/25 kehrte er wieder nach Österreich zurück und wechselte zum fünftklassigen SC Hatlerdorf.

### Nationalmannschaft
Von 2009 bis 2010 bestritt Mujić fünf Länderspiele für die U-20-Nationalmannschaft Österreichs.

## Erfolge
- Meister Regionalliga West 2009